# Рип-Сити Ремикс
Рип-Сити Ремикс (англ. Rip City Remix) — американский профессиональный баскетбольный клуб, выступающий в Западном дивизионе Западной конференции Джи-Лиги НБА. Команда была основана 26 апреля 2023 года и базируется в городе Портленд штата Орегон. Является фарм-клубом команды Национальной баскетбольной ассоциации «Портленд Трэйл Блэйзерс». Домашние игры проводит на стадионе «Чайл Центр».

## История
26 апреля 2023 года «Портленд Трэйл Блэйзерс» объявили, что запустят команду Джи-Лиги к сезону 2023/24, и 15 июня наняли Джима Морана в качестве первого тренера. 8 июня они провели драфт расширения и выбрали 14 игроков. 26 июня были представлены логотип и название новой команды. Дебютный сезон «Рип Сити» закончил на 10-м месте в конференции с разницей побед и поражений 18—16. 27 августа 2024 года новым наставником команды был назначен Сержи Олива.

## Статистика сезонов
| Сезон                     | Дивизион | Регулярный сезон | Регулярный сезон | Регулярный сезон | Регулярный сезон | Плей-офф |
| Сезон                     | Дивизион | Место            | В                | П                | В%               | Плей-офф |
| ------------------------- | -------- | ---------------- | ---------------- | ---------------- | ---------------- | -------- |
| Рип-Сити Ремикс           |          |                  |                  |                  |                  |          |
| 2023–24                   | Западный | 10-е             | 18               | 16               | 52,9             |          |
| 2024–25                   | Западный |                  |                  |                  |                  |          |
| Всего в регулярном сезоне |          |                  |                  |                  |                  |          |
| Всего в плей-офф          |          |                  |                  |                  |                  |          |

## Связь с клубами НБА

### Является фарм-клубом
- Портленд Трэйл Блэйзерс (2023—н. в.)